# Абубакар, Венсан
Венса́н Абубака́р (фр. Vincent Aboubakar; род. 22 января 1992[…], Яунде) — камерунский футболист, нападающий турецкого клуба «Хатайспор» и капитан сборной Камеруна.

## Клубная карьера
С 2006 года Абубакар играл в молодёжной команде «Котон Спорт». В 2009 его начали привлекать к играм основной команды и с ходу молодой нападающий сумел занять место в основе. «Котон» выиграл чемпионство, а Венсан стал объектом внимания многих европейских клубов, включая «Тоттенхэм Хотспур», «Монако» и «Андерлехт».
В итоге в 2010 году Абубакар переехал в Европу, контракт нападающий подписал с «Валансьеном». Ему была присвоена футболка с номером 9, и он дебютировал в матче лиги против «Ниццы», выйдя на замену. Он забил свой первый гол и хет-трик против «Булони» в Кубке французской лиги.
1 июля 2013 года Абубакар бесплатно подписал контракт с «Лорьяном». Он дебютировал в команде 10 августа, отыграл все 90 минут, и забил свой первый гол спустя восемь дней. Он стал вторым бомбардиром в сезоне, забив 16 голов в 35 матчах.
24 августа 2014 года Абубакар подписал контракт с «Порту», подписав четырёхлетний контракт на сумму 3 миллиона евро, что эквивалентно 30 % его экономических прав. Ранее он был приоритетной целью для «Халл Сити». Он дебютировал 14 сентября в чемпионате Португалии в ничейном матче 1:1 против «Витории», заменив Эктора Эрреру в добавленное время. Три дня спустя в Лиге чемпионов УЕФА, после того, как Абубакар вышел на замену вместо Джексона Мартинеса, он забил свой первый гол за «Порту», завершив домашнюю разгромную победу со счетом 6:0 над БАТЭ в групповом этапе Лиги чемпионов УЕФА. 25 октября 2014 года Абубакар забил свой первый гол в чемпионате в ворота «Ароки». В течение сезона он использовался почти исключительно в качестве игрока замены. Во втором сезоне в Португалии, после продажи Мартинеса, Абубакар стал играть гораздо чаще. 15 августа 2015 года он сделал дубль в ворота «Витории». Он забил один мяч в пяти играх, когда команда дошла до финала кубка Португалии, и забил единственный гол в турнире в пятом раунде в ворота «Фейренсе» 16 декабря 2015 года.
В сентябре 2018 года Абубакар получил травму передней крестообразной связки против «Тонделы». Он перенёс операцию, вызвавшую длительное отсутствие. 4 мая 2019 года он вернулся на поле выйдя на замену в матче против «Авеша».
8 июня 2021 года присоединился к саудовскому клубу «Ан-Наср».
В январе 2023 года вернулся в «Бешикташ».
Абубакар подписал контракт с турецким клубом «Хатайспор» после расторжения контракта с «Бешикташ» по нераскрытой причине.

## Карьера за сборную
В национальной сборной Абубакар дебютировал 25 мая 2010 года в матче со сборной Грузии. В том же 2010 году тренер камерунцев Поль Ле Гуэн включил Венсана в заявку на чемпионат мира, где тот дважды появился на поле. Абубакар был одним из самых юных участников мундиаля.
11 августа 2010 года в товарищеском матче с командой Польши открыл свой счёт голом за сборную.
Он был вызван на чемпионат мира 2014 года в Бразилии, а позже и на Кубок африканских наций 2015 года. На Кубке африканских наций 2017 года Абубакар забил гол на 88-й минуте в финале, чтобы добыть Камеруну победу со счетом 2:1 над Египтом, чтобы спустя 15 лет ожидания своей страны выиграть главный турнир континента.
Позже в том же году Абубакар был вызван на Кубок конфедераций 2017 года в России. 25 июня он забил гол в ворота Германии.
28 ноября 2022 года в чемпионате мира в Катаре в матче против сборной Сербии стал первым в истории чемпионатов мира африканцем, который забил гол и отдал голевую передачу после выхода на замену. 2 декабря Абубакар забил победный мяч в ворота Бразилии на 90-й минуте матча (1:0), после чего сорвал с себя футболку и был удалён за вторую жёлтую карточку. Камерунцы в итоге не сумели выйти из группы, пропустив вперёд Бразилию и Швейцарию.

## Достижения

### Клубные
«Котон Спорт»
- Чемпион Камеруна: 2010

«Бешикташ»
- Чемпион Турции (2): 2016/17, 2020/21
- Обладатель Кубка Турции: 2020/21

#### «Порту»
- Чемпион Португалии (2): 2017/18, 2019/20
- Обладатель Кубка Португалии: 2019/20
- Обладатель Суперкубка Португалии: 2018

Сборная Камеруна
- Обладатель Кубка африканских наций: 2017

## Статистика

### Клубная
| Клуб              | Сезон      | Лига             | Лига  | Лига | Кубок | Кубок | Кубок лиги | Кубок лиги | Континент | Континент | Другое | Другое | Итог  | Итог |
| Клуб              | Сезон      | Дивизион         | Матчи | Голы | Матчи | Голы  | Матчи      | Голы       | Матчи     | Голы      | Матчи  | Голы   | Матчи | Голы |
| ----------------- | ---------- | ---------------- | ----- | ---- | ----- | ----- | ---------- | ---------- | --------- | --------- | ------ | ------ | ----- | ---- |
| Котон Спорт       | 2009/10    | Премьер-дивизион | 15    | 7    | 0     | 0     | —          | —          | —         | —         | —      | —      | 15    | 7    |
| Валансьен         | 2010/11    | Лига 1           | 17    | 1    | 1     | 0     | 2          | 3          | —         | —         | —      | —      | 20    | 4    |
| Валансьен         | 2011/12    | Лига 1           | 27    | 6    | 4     | 2     | 0          | 0          | —         | —         | 1      | 2      | 31    | 8    |
| Валансьен         | 2012/13    | Лига 1           | 28    | 2    | 1     | 1     | 1          | 0          | —         | —         | 3      | 1      | 30    | 3    |
| Валансьен         | Итог       | Итог             | 72    | 9    | 6     | 3     | 3          | 3          | —         | —         | 4      | 3      | 81    | 15   |
| Лорьян            | 2013/14    | Лига 1           | 35    | 16   | 1     | 0     | 0          | 0          | —         | —         | —      | —      | 36    | 16   |
| Лорьян            | 2014/15    | Лига 1           | 2     | 1    | 0     | 0     | 0          | 0          | —         | —         | —      | —      | 2     | 1    |
| Лорьян            | Итог       | Итог             | 37    | 17   | 1     | 0     | 0          | 0          | —         | —         | —      | —      | 38    | 17   |
| Порту             | 2014/15    | Примейра-лига    | 14    | 4    | 0     | 0     | 2          | 1          | 4         | 3         | —      | —      | 20    | 8    |
| Порту             | 2015/16    | Примейра-лига    | 28    | 13   | 5     | 1     | 1          | 1          | 8         | 3         | —      | —      | 42    | 18   |
| Порту             | 2017/18    | Примейра-лига    | 28    | 15   | 5     | 4     | 4          | 2          | 6         | 5         | —      | —      | 43    | 26   |
| Порту             | 2018/19    | Примейра-лига    | 8     | 4    | 0     | 0     | 1          | 0          | 1         | 0         | 1      | 0      | 11    | 4    |
| Порту             | 2019/20    | Примейра-лига    | 5     | 0    | 2     | 0     | 0          | 0          | 2         | 2         | —      | —      | 9     | 2    |
| Порту             | Итог       | Итог             | 83    | 36   | 12    | 5     | 8          | 4          | 21        | 13        | 1      | 0      | 125   | 58   |
| Бешикташ (аренда) | 2016/17    | Суперлига        | 27    | 12   | 2     | 1     | —          | —          | 9         | 6         | —      | —      | 38    | 19   |
| Бешикташ          | 2020/21    | Суперлига        | 26    | 15   | 3     | 1     | —          | —          | 0         | 0         | —      | —      | 29    | 16   |
| Общий итог        | Общий итог | Общий итог       | 260   | 96   | 24    | 10    | 11         | 7          | 30        | 19        | 1      | 0      | 326   | 132  |

1. ↑  Матчи в Кубке Франции, Кубке Португалии и Кубке Турции
2. ↑  Матчи в Кубке французской лиги и Кубке португальской лиги
3. 1 2  Матч и голы за «Валансьен B» в чемпионате любителей Франции (не учитывается в общей статистике )
4. 1 2 3  Матчи в Лиге чемпионов
5. ↑  6 матчей и 3 гола в Лиге чемпионов, 2 матча в Лиге Европы
6. ↑  Матч в Суперкубке Португалии
7. ↑  Матч в Лиге чемпионов, матч и 2 гола в Лиге Европы
8. ↑  6 матча и 3 гола в Лиге чемпионов, 3 матча и 3 гола в Лиге Европы

### Голы за сборную
| №  | Дата             | Место                                       | Матч | Соперник     | Счёт | Результат | Турнир                   |
| -- | ---------------- | ------------------------------------------- | ---- | ------------ | ---- | --------- | ------------------------ |
| 1  | 11 августа 2010  | Городской стадион, Познань, Польша          | 5    | Польша       | 3:0  | 3:0       | Товарищеский матч        |
| 2  | 5 марта 2014     | Магальяйнш Песоа, Лейрия, Португалия        | 22   | Португалия   | 1:1  | 1:5       | Товарищеский матч        |
| 3  | 6 сентября 2014  | ТП Мазембе, Лубумбаши, ДР Конго             | 27   | ДР Конго     | 2:0  | 2:0       | Квалификация на КАН 2015 |
| 4  | 10 сентября 2014 | Стад Ахмаду Ахиджо, Яунде, Камерун          | 28   | Кот-д’Ивуар  | 2:1  | 4:1       | Квалификация на КАН 2015 |
| 5  | 10 сентября 2014 | Стад Ахмаду Ахиджо, Яунде, Камерун          | 28   | Кот-д’Ивуар  | 3:1  | 4:1       | Квалификация на КАН 2015 |
| 6  | 15 ноября 2014   | Стад Ахмаду Ахиджо, Яунде, Камерун          | 30   | ДР Конго     | 1:0  | 1:0       | Квалификация на КАН 2015 |
| 7  | 10 января 2015   | Стад д'Ангондже, Либревиль, Габон           | 32   | ЮАР          | 1:0  | 1:1       | Товарищеский матч        |
| 8  | 25 марта 2015    | Гелора Дельта, Сидоарджо, Индонезия         | 36   | Индонезия    | 1:0  | 1:0       | Товарищеский матч        |
| 9  | 6 июня 2015      | Ив дю Мануар, Коломб, Франция               | 37   | Буркина-Фасо | 1:1  | 3:2       | Товарищеский матч        |
| 10 | 14 июня 2015     | Стад Ахмаду Ахиджо, Яунде, Камерун          | 39   | Мавритания   | 1:0  | 1:0       | Квалификация на КАН 2017 |
| 11 | 6 сентября 2015  | Стадион Независимости, Бакау, Гамбия        | 40   | Гамбия       | 1:0  | 1:0       | Квалификация на КАН 2017 |
| 12 | 13 ноября 2015   | Стадион Генерала Сейни Кунче, Ниамей, Нигер | 42   | Нигер        | 2:0  | 3:0       | Квалификация на ЧМ 2018  |
| 13 | 30 мая 2016      | Божуар, Нант, Франция                       | 45   | Франция      | 1:1  | 2:3       | Товарищеский матч        |
| 14 | 12 November 2016 | Куеконг, Бафусам, Камерун                   | 48   | Замбия       | 1:1  | 1:1       | Квалификация на ЧМ 2018  |
| 15 | 5 февраля 2017   | Стад д'Ангондже, Либревиль, Габон           | 54   | Египет       | 2:1  | 2:1       | Финал КАН 2017           |
| 16 | 24 марта 2017    | Мустафа бен Жаннет, Монастир, Тунис         | 55   | Тунис        | 1:0  | 1:0       | Товарищеский матч        |
| 17 | 10 июня 2017     | Стад Ахмаду Ахиджо, Яунде, Камерун          | 57   | Марокко      | 1:0  | 1:0       | Квалификация на КАН 2019 |
| 18 | 25 июня 2017     | Фишт, Сочи, Россия                          | 60   | Германия     | 1:2  | 1:3       | КК 2017                  |
| 19 | 4 сентября 2017  | Стад Ахмаду Ахиджо, Яунде, Камерун          | 62   | Нигерия      | 1:1  | 1:1       | Квалификация на ЧМ 2018  |
| 20 | 25 марта 2018    | Джабер-эль-Ахмед, Эль-Кувейт, Кувейт        | 65   | Кувейт       | 1:0  | 3:1       | Товарищеский матч        |
| 21 | 12 ноября 2020   | Стад де ла Реюнификацьон, Дуала, Камерун    | 68   | Мозамбик     | 1:0  | 4:1       | Квалификация на КАН 2021 |
| 22 | 12 ноября 2020   | Стад де ла Реюнификацьон, Дуала, Камерун    | 68   | Мозамбик     | 2-0  | 4:1       | Квалификация на КАН 2021 |
| 23 | 16 ноября 2020   | Зимпето, Мапуту, Мозамбик                   | 69   | Мозамбик     | 1:0  | 2:0       | Квалификация на КАН 2021 |
| 24 | 3 сентября 2021  | Поль Бийя́, Яунде, Камерун                   | 72   | Малави       | 1:0  | 2:0       | Квалификация на ЧМ 2022  |
| 25 | 13 ноября 2021   | Орландо, Йоханнесбург, ЮАР                  | 76   | Малави       | 1:0  | 4:0       | Квалификация на ЧМ 2022  |